# 小原譲治
小原 譲治（おはら じょうじ、1902年9月27日 - 1990年6月24日）は、日本の撮影技師・撮影監督である。サイレント映画時代の五所平之助監督作で知られる。ベーシストで作曲家の小原礼の父である。

## 人物・来歴
1902年（明治35年）9月27日、東京府東京市（現在の東京都）に生まれる。
旧制・青山学院中等部（現在の青山学院高等部）を卒業し、満19歳となる1924年（大正13年）、松竹蒲田撮影所に入社する。1927年（昭和2年）、撮影技師に昇進、斎藤寅次郎監督の『魔道』の撮影技師を先輩の野村昊と共同で務めて、技師としてデビューする。
「明るい軟調のトーン」のコントラスト設定をする技師として知られ、水谷文次郎、三浦光雄ら当時の蒲田の技師たちとともに、モダンな「蒲田調」の画調を生み出したとされる。1930年（昭和5年）から1931年（昭和6年）までの一時期、監督の豊田四郎と行動をともにし、帝国キネマ演芸に移籍しているが、やがて蒲田に戻っている。蒲田時代の代表作は、『恋の花咲く 伊豆の踊子』（1933年）、『人生のお荷物』（1935年）等、監督の五所平之助と組んだ作品である。1936年（昭和11年）には、撮影所の大船移転により松竹大船撮影所に異動した。
1937年（昭和12年）、蒲田撮影所出身の重宗務が2年前に設立した東京発声映画製作所が撮影所（のちの東宝映画第三撮影所および新東宝第二撮影所、現在のオークラランド）を新設、小原は同社に移籍する。入社第1作は、先に入社していたやはり蒲田出身の小倉金弥と共同で撮影技師を務めた、重宗務、豊田四郎、阿部豊共同監督による『十字砲火』で、同年12月31日、東宝映画の配給により公開された。1941年（昭和16年）、同社が東宝映画と合併し、小原は東宝映画に移籍となる。
第二次世界大戦後の1947年（昭和22年）、新東宝映画（のちの新東宝）の設立に参加、同年、阿部豊監督の『愛よ星と共に』を撮る。新東宝では洋間での撮影を得意とし、同じく新東宝で監督デビューをした市川崑とは、1948年（昭和23年）にデビュー作『－「眞知子」より－ 花ひらく』、1949年に『人間模様』と『果てしなき情熱』を担当して、新東宝のモダンな映画作りに多大な貢献を果たした。1950年（昭和25年）には、同社で小津安二郎監督の『宗方姉妹』、つづいて溝口健二監督の『雪夫人絵図』のカメラを回した。
1951年（昭和26年）11月17日、子息の礼が生まれる。のちに礼も、小原同様に青山学院に進学する。
1954年（昭和29年）には、日活で五所平之助監督作『愛と死の谷間』、および新東宝で同監督の『鶏はふたゝび鳴く』両作の撮影技師を務め、同年の第9回毎日映画コンクールで撮影賞を受賞した。
1958年（昭和33年）、大映東京撮影所に移籍、1968年（昭和43年）、島耕二監督の『怪談おとし穴』を最後に引退した。

## おもなフィルモグラフィ
- 『魔道』 : 監督斎藤寅次郎、1927年 - 野村昊と共同、デビュー作
- 『天国に結ぶ恋』 : 監督五所平之助、1932年
- 『恋の花咲く 伊豆の踊子』 : 監督五所平之助、1933年
- 『処女よ、さよなら』 : 監督五所平之助、1933年
- 『人生のお荷物』 : 監督五所平之助、1935年
- 『十字砲火』 : 監督重宗務・豊田四郎・阿部豊、1937年
- 『南海の花束』 : 監督阿部豊、1942年
- 『阿片戦争』 : 監督マキノ正博、1943年
- 『一番美しく』 : 監督黒澤明、1944年
- 『愛よ星と共に』 : 監督阿部豊、1947年
- 『－「眞知子」より－ 花ひらく』　1948年
- 『人間模様』　1949年
- 『果てしなき情熱』　1949年
- 『宗方姉妹』 : 監督小津安二郎、1950年
- 『雪夫人絵図』 : 監督溝口健二、1950年
- 『叛乱』 : 監督佐分利信、1954年
- 『愛と死の谷間』 : 監督五所平之助、1954年
- 『鶏はふたゝび鳴く』 : 監督五所平之助、1954年

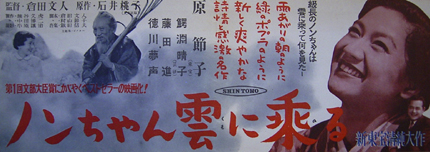
『ノンちゃん雲に乗る』（1955年）。

- 『ノンちゃん雲に乗る』 : 監督倉田文人、1955年
- 『社長三代記』 : 監督松林宗恵、1958年
- 『続・社長三代記』 : 監督松林宗恵、1958年
- 『いつか来た道』 : 監督島耕二、1959年
- 『花の大障碍』 : 監督島耕二、1959年
- 『女の勲章』 : 監督吉村公三郎、1961年
- 『その夜は忘れない』 : 監督吉村公三郎、1962年
- 『花実のない森』 : 監督富本壮吉、1965年
- 『怪談おとし穴』 : 監督島耕二、1968年 - 引退作

## 註
1. ↑  「父のWikipedia」、小原礼オフィシャルサイト、アーカイブ
2. 1 2 3 4 5 6 7 8 9 10 11 12  小原譲治、『講談社 日本人名大辞典』、講談社、コトバンク、2010年3月1日閲覧。
3. 1 2 3 4 5 6 7 8 9 10 11  シリーズ・日本の撮影監督 2、東京国立近代美術館フィルムセンター、2017年8月31日閲覧。
4. ↑  映画史研究家の佐崎順昭によると、苗字の読みは「おばら」ではなく「おはら」である。佐崎順昭「小原譲治」『世界映画大事典』日本図書センター、2008年、190頁を参照。
5. ↑  小原譲治の息子で、ミュージシャンの小原礼は自分のブログで父親の正確な生年月日と没年月日を報告しました。「父のWikipedia」、アーカイブを参照。
6. ↑  佐崎順昭「小原譲治」『世界映画大事典』日本図書センター、2008年、190頁。
7. 1 2  Shape I'm In * Jun. 2007, 天辰保文のページ、天辰保文、2007年6月12日付、2011年5月8日閲覧。
8. 1 2 3 4 5 6 7  小原譲治、日本映画データベース、2010年3月1日閲覧。
9. ↑  魔道、日本映画データベース、2010年3月1日閲覧。
10. ↑  十字砲火、日本映画データベース、2010年3月1日閲覧。
11. ↑  『市川崑の映画たち』、2015年11月発行、市川崑・森遊机、洋泉社、P45
12. ↑  『市川崑の映画たち』、2015年11月発行、市川崑・森遊机、洋泉社、P490～491
13. ↑  1954年 第9回毎日映画コンクール、毎日映画コンクール、2017年6月13日閲覧。